# Kizil (sockenhuvudort i Kina, Xinjiang Uygur Zizhiqu, lat 41,82, long 82,43)
Kizil (kinesiska: 克孜尔, 克孜尔乡) är en sockenhuvudort i Kina. Den ligger i den autonoma regionen Xinjiang, i den nordvästra delen av landet, omkring 470 kilometer sydväst om regionhuvudstaden Ürümqi. Antalet invånare är 8 516. Befolkningen består av 4 114 kvinnor och 4 402 män. Barn under 15 år utgör 22,0 %, vuxna 15-64 år 71 %, och äldre över 65 år 5,0 %.
Runt Kizil är det ganska glesbefolkat, med 30 invånare per kvadratkilometer. Trakten runt Kizil är ofruktbar med lite eller ingen växtlighet.
Genomsnittlig årsnederbörd är 159 millimeter. Den regnigaste månaden är juni, med i genomsnitt 40 mm nederbörd, och den torraste är april, med 4 mm nederbörd.